# Univac 1107

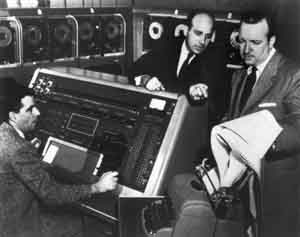
J. Presper Eckert (ao centro) demonstra o UNIVAC para o jornalista Walter Cronkite

O UNIVAC 1107 foi o primeiro membro da Sperry Rand UNIVAC 1100 de computadores, lançado em outubro de 1962. Era também conhecido como Thin Film computador por causa de seu uso de memória de película fina para o seu armazenamento registo. 36 sistemas foram vendidos.

## Características
A memória de núcleo estava disponível em 16384 palavras de 36 bits em um único banco, ou em incrementos de 16.384 palavras para um máximo de 65.536 palavras em dois bancos acessados separadamente. Com um tempo de ciclo de 4 microssegundos, o tempo de ciclo efetivo cai para 2 micro quando acessa a instrução e os dados sobrepostos em dois bancos.
A memória do filme 128 palavra fina Cadastro Geral de pilha (16 cada aritmética, o índice, e repita com algumas características em comum) teve um tempo de acesso de 300 nanosegundos, com um tempo de ciclo completo de 600 nanossegundos. Seis ciclos de memória de filme fino por ciclo de memória de núcleo e um circuito somador rápida indexação permitida endereço de memória dentro do atual ciclo de memória de instruções principal e também a modificação do valor do índice (assinada superior 18 bits foram adicionados ao menor 18 bits) no índice especificado registrador (16 estavam disponíveis). Os I 16 / saídas também utilizado posições de memória de película fina direto à memória para registradores de I / O local de memória. Os programas não podem ser executados a partir de locais de memória não utilizada de película fina.
Ambos IIA UNISERVO e unidades de fita UNISERVO III foram apoiados, sendo que ambos poderiam usar metálicos (UNIVAC I) ou mylar fita.
O FH880 tambor também foi apoiado como o spool e suportes de armazenamento de arquivo. Rodando a 1800 rpm, armazenados aproximadamente 300.000 36 bits palavras.
Univac forneceu um sistema operacional em lote, EXEC I. Computer Sciences Corporation foi contratada para fornecer um poderoso otimização do compilador Fortran IV, um montador chamado SLEUTH com sofisticados recursos de macro, e um carregador muito flexível ligando.